# Amelora demistis
Amelora demistis är en fjärilsart som beskrevs av Guest 1887. Amelora demistis ingår i släktet Amelora och familjen mätare. Inga underarter finns listade i Catalogue of Life.